# Fredrik Ursin
Fredrik Nielsen Ursin (Ullensaker, Akershus 28 september 1825 - Oslo 14 maart 1890) was een Noors violist.
Hij werd geboren in een muzikaal gezin. Zijn vader Niels Larsen Ursin was organist. Zijn jongere broer Martin Ursin was pianist en docent in pianospel. Ook zijn zuster Dorthea gaf pianoles. Neef Christian Christophersen Ursin was dirigent van het orkest van het Nationaltheatret. Fredrik zou in het begin les hebben gekregen van de oer-noorse violist Ole Bull. Ursin speelde in het orkest van het Christiania Theater. Fredrik zelf gaf les aan Hjalmar Borgstrøm en Johan Svendsen, twee Noorse componisten. Hij schreef een dertigtal etudes voor viool (Violinskole).
Fredrik Ursin was getrouwd met Clara Hansen, zangeres. Zij zong in dezelfde theaters als waar haar man in speelde. Uit het huwelijk kwam minstens een dochter Kaia Jensine Ursin voort, die op haar beurt moeder was van Marius Nygaard Smith-Petersen, chirurg.
- Bibsys: 11067786
- International Standard Name Identifier: 0000 0000 3392 4999
- Library of Congress Control Number: n97874627
- Virtual International Authority File: 58383245
- WorldCat: E39PBJqk3kfPF7k4kybM7QyGHC